# Stephen South
Stephan Reginald South, född 19 februari 1952 i Harrow, är en brittisk racerförare.

## Racingkarriär
South ersatte Alain Prost i McLaren-Ford i ett formel 1-lopp säsongen 1980. Han försökte kvalificera sig till USA:s Grand Prix West, men det lyckades han inte.